# Lucieni, Argeș
Lucieni este un sat în comuna Hârtiești din județul Argeș, Muntenia, România.